# Rikke Mølbæk Thomsen
Rikke Mølbæk Thomsen (født 23. december 1990 i Grønland) er en dansk sangskriver, guitarist og sanger. Hun er opvokset i Blans i Sønderjylland, hvor hun boede til hun var 16 år. Den 15. september 2019 modtog hun Modersmål-Prisen for sin indsats for den sønderjyske dialekt.
På Eckersberg Friskole lærte hun at spille guitar. 2006 flyttede hun til Nordjylland og blev i 2010 student fra Dronninglund Gymnasium med studieretningen Musik & Engelsk. Fra 2013 til 2019 blev hun uddannet på Det Jyske Musikkonservatorium i Aalborg som cand.musicae i guitar og sang. 
Tidligere har hun overvejende skrevet og optrådt med sange på engelsk. I 2019 udgav Rikke Thomsen sin første EP Omve'n Hjemve med 6 sange på sønderjysk, der handler om hjemstavn, kærlighed, længsel og ophav. 
Rikke Thomsen arbejder blandt andet med, hvordan sproget knytter sig til den måde, vi lever og navigerer i verden på og hvorfor man er, som man er.  
I 2021 udgav hun sit debut album Opland for hvilken hun blev nomineret til tre GAFFA Priser i kategorierne "Årets Danske Sangskriver", "Årets Danske Pop Udgivelse" og "Årets Danske Navn". 
Thomsens 2. fuldlængde album udkom i efteråret i 2023 og bærer titlen Makværk.

## Diskografi
- Omve’n Hjemve (2019)
- Opland (2021)
- Makværk (2023)